# Амбасада Индије у Џуби
Амбасада Индије у Џуби (енгл. Indian Embassy in Juba) је дипломатско представништво Индије које се налази у главном граду афричке државе Јужни Судан, Џуби. За првог амбасадора изабран је Паримал Кар.